# ジョヴァンニ・ファルコーネ
ジョヴァンニ・ファルコーネ（イタリア語: Giovanni Falcone, 1939年5月18日 - 1992年5月23日）はイタリアの裁判官。その生涯をマフィア撲滅運動に捧げるも、盟友の裁判官パオロ・ボルセリーノと相前後してマフィアの手で暗殺された。

## 生涯

### 生い立ち
第二次世界大戦直前の1939年5月18日にシチリアのパレルモで生まれた。父アルトゥーロは化学者、母ルイサは敬虔なキリスト教徒であった。また、ボルセリーノとは幼馴染であった。イタリア海軍に士官候補生として勤務したのち、パレルモ大学において法学を学び、首席で卒業した。

### 法曹界へ
大学卒業後は法曹界へと進む。1965年、カターニャ南方の小都市レンティーニの判事に就任。その後トラーパニ、次いでパレルモへと転任し、次第にマフィアに関する裁判の専門家になっていった。
1978年、ロッコ・キンニーチ判事がパレルモ地裁の予審部長に就任。ファルコーネは彼のもとでボルセリーノら若い世代の判事たちともに銀行口座を調べてマフィアの不正な利益を洗い出し摘発するという新しい捜査方法を用いて成果を挙げた。しかし1983年7月29日、キンニーチはマフィアによって暗殺されてしまう。ファルコーネは自分自身にも危険が迫っていることを認識していたが、それでもマフィア撲滅の決意を変えなかった。
キンニーチの後任としてアントニーノ・カポンネットが予審部長に就任し、さらに4年間捜査活動が行われた。カポンネットによると、ファルコーネは記憶力に優れ、精力的に働いたが、同僚にも滅多に心を許さない用心深い一面があったという。
1984年、ファルコーネはマフィアに関する情報提供者となったトンマーゾ・ブシェッタを事情聴取する。この時のブシェッタの証言に基づいた捜査を受けてイタリア史上前代未聞の規模となるマフィア関係者の裁判が開始された。1986年2月2日にパレルモで開廷されたこの裁判は翌年12月17日に結審し、456人の被告のうち342人が有罪判決を受けた。
1988年には同僚の検事アントニーノ・メーリと対立し、マフィア捜査が出遅れることとなった。2人はカポンネット予審部長の後任をめぐって冷戦状態にあった。
1991年4月、時の法務大臣クラウディオ・マルテッリによって首都ローマの法務省に呼ばれ、以降はローマを中心にマフィア捜査を続けることになる。

### マフィアとの戦い、そして死
ファルコーネは精力的に取り締まりを行ったためマフィア第一の敵となり、マフィアからはもちろん、マフィアと関係が深い政治家や財界人からも最も邪魔な人物と看做されるようになった。そのため彼には大勢の警護がつき、自宅には要塞のような警護用詰所も設置された。外出時には常に3台の護衛車が前後を固めていたという。
1989年6月22日、ファルコーネを狙った爆弾テロ未遂が発生。彼の別荘間近の海岸に半径70メートルを吹き飛ばすほどの強力なプラスチック爆弾が仕掛けられ、遠隔操作で爆殺を狙っていたという。さらに彼の事務所では電話線も細工され盗聴が行われていた。
そして1992年5月23日、パレルモ＝プンタ・ライシ空港からパレルモ市街へと向かう高速道路をフィアット・クロマで移動途中、カパーチにおいて、ファルコーネは、妻でやはり判事だったフランチェスカ・モルヴィッロ、そして3人の警察官もろとも爆殺された（いわゆるカパーチの虐殺。死者5名、負傷者23名。暗殺現場の写真はen:Image:Capaci massacre.jpgを参照）。
彼らの車には装甲が施され常時高速で移動することになっていたが、マフィアはあらかじめ彼らの車列が時速160kmで走行すると予測した上で高速道路下を通る排水溝に500kgのTNT爆薬を仕掛け、リモートコントロールによって爆発するよう準備していた。実行犯は爆弾を仕掛けた場所を見渡せる山の斜面でファルコーネらを乗せた車列が通過するのを待ち伏せしていた。はたして爆発により車は3台とも大破、ファルコーネの前を走っていた護衛車は爆風で100m離れたオリーブ畑にまで吹き飛ばされた。
後にマフィア側から当局側に転向した者たちの証言によれば、暗殺は元首相ジュリオ・アンドレオッティとの関係が深いとされるマフィアの大物サルヴァトーレ・リイナやジョヴァンニ・ブルスカら18人のマフィア構成員によって計画され実行されたという。

### 犯人逮捕
暗殺成功後、リイナらマフィア達はシャンパンを開けて祝ったという。さらに2か月後の7月19日にはボルセリーノも暗殺された（いわゆるアメリオ通りの虐殺。死者6名、負傷者24名）。
しかし、これを機にイタリア国民のマフィアに対する反感が一気に高まった。そして翌1993年、2人が暗殺された事件の首謀者としてリイナが逮捕される。実行犯のブルスカも1996年に逮捕され、リイナとともに終身刑となった。
ファルコーネとボルセリーノが暗殺された翌年、パレルモ市内で約1万人が彼らの死を悼んでデモ行進を行い、マフィアに対するデモとしてはイタリア史上最大の規模となった。また、パレルモ＝プンタ・ライシ空港は、現在、2人を記念して「ファルコーネ・ボルセリーノ国際空港」と呼ばれている。